# Pekel pri Borovnici
Pekel je soteska pri kraju Borovnica na obrobju Ljubljanskega barja. Skoznjo teče potok Borovniščica, ki izvira na bloško-rakitniški planoti, ob njej pa je speljana zavarovana pot. Izhodišče poti je na nadmorski višini 335 m, poleg gostišča, vrh soteske pa je na nadmorski višini 650 m, od tam lahko nadaljujemo pot v vas Pokojišče (732 m).
Soteska je verjetno takšno ime dobila po starem ljudskem običaju, ki je nedostopnim, nerazumljivim ali že kar strašljivim naravnim pojavom pogosto nadel ime peklenščkovega domovanja. Da ta resnica še kako velja za »Pekel«, postane posebej očitno ob dolgotrajnih deževjih, ko prej romantična soteska, polna previsnih sten, kotličev in globokih tolmunov postane temačnejša, po strugi pa se požene razpenjeni tok Borovniščice, ki s seboj odnaša vse, kar se ji najde na poti. Steze so tedaj težje prehodne in s tem za obiskovalce nevarne. Pekel še posebej slovi po petih slapovih, ki pozimi zaledenijo in so primerni za plezanje.

## Opis poti in znamenitosti
Dostop do Pekla je možen z avtomobilom ali peš, po nekategorizirani cesti iz Borovnice. S parkirišča pri Gostišču Pekel (335 m) vodi pot čez travnik mimo obnovljenega Brancelj-Koširjevega mlina čez prvo brv na levi breg (t. j. orografsko desni breg; v nadaljevanju je uporabljana stran brega glede na smer vzpona), kjer ob vstopu v sotesko stoji lesena skulptura »peklenščka«. Ponazarja pot skozi Pekel, nad katero kraljuje sam Hudič. Čez 400 metrov pot ponovno prečka strugo Borovniščice. Tu je desno nad stezo lepo vidno lomljenje dolomita po ravnih ploskvah.
Po krajšem vzponu je ob poti prvi slap, ki je med vsemi najmanjši. Pretaka se preko balvanov in je visok 5 metrov.
Steza se nato povzpne do strme stene, čez katero peljejo stopnice. Pod njimi se pot odcepi na levi breg struge, kjer za mogočno skalno steno pada drugi slap, visok 16 metrov. Nastal je v strmo stoječi prelomni coni, v katero Borovniščica še danes poglablja žleb. Voda pada iz tolmuna pod tretjim slapom po dveh vzporednih skalnih žlebovih, nato preko precej razjedenega strmega skalovja, se proti dnu pahljačasto razširi in pada v globok tolmun. Od tu je možno pot nadaljevati levo po stari, strmi »mulatjeri« nad tretji slap, kjer se združi s prvo stezo.
Steza sicer pelje preko stopnic, oziroma po tako imenovani »dr. Oblakovi poti« do razgledne ploščadi z mizo in klopjo v vznožju tretjega slapa, imenovanega tudi Kozjak (zaradi gamsove silhuete na skali poleg slapa), visokega 18 metrov. Slap najprej drsi po žlebu, ki se nato prevesi tako, da voda pada 14 metrov do prečne razpoke in nato še 4 metre do tolmuna. 
Od tu je lepo vidna železna silhueta gamsa na skalnem pomolu na drugi strani soteske. Steza se nadaljuje po naslednjih stopnicah, ki so postavljene v ozek in strm kamin. Nekaj deset metrov višje se steza razcepi na dve: prva gre čez Hudičev zob, druga pa se nadaljuje ob strugi. Na vrhu soteske se stezi spet združita.
Od razpotja do skalnega osamelca imenovanega »Hudičev zob« je pot zahtevna, vendar zavarovana z jeklenicami. »Zob« je poimenoval Frole Strmiški, ki je ob otvoritvi Pekla leta 1904 na njem izobesil slovensko narodno zastavo. Tedanji klerikalni poslanec Anton Kobi mu je »pohujšljivo poimenovanje« sicer oponašal, a se je Frole izvil z opravičilom: »Saj leži vendar v Peklu. Za pekel peklenska, za nebesa nebeška imena!« Malo pod vrhom je na desni skalno okno s pogledom v globoko zajedo, ki je nastala s prelomom. Na vrhu je lepa razgledna točka, s katere se vidi zaselek Pristava in vasi v zatrepu borovniške kotline: Niževec, Zabočevo in Brezovica. Nadalje gre pot po sprva strmi in za zdrs nevarni, nato pa po položnejši markirani stezi do petega slapa in do ceste nad njim. Nekaj sto metrov naprej od »Hudičevega zoba« se odcepi tudi stezica proti bruhalniku – izvirni jami, dolžine 60 metrov in globine 25 metrov, ki se poševno spušča v notranjost hriba.
Od prej imenovanega razpotja je možen spust do struge, ki jo že kmalu prečka most na levi breg. Sledi vzpon po stezi nad vodo do naslednjega mostu. Za njim je še vzpon po krajši lestvi in tu je čudoviti četrti slap, visok 17 metrov. Gre za najlepšega med slapovi, saj voda prosto pada v enem pramenu in se v široki pahljači razbije na štirimetrski dolomitni kopici sredi tolmuna. Steza mimo četrtega slapa poteka po desnem bregu in se vzpne nadenj, kjer preko mostu prečka ozek, 15 metrov globok kanjon, ki ga je urezala voda, poln kotličev in manjših slapov.
Po levem bregu steza vodi do zadnjega, petega slapa, ki je najvišji med vsemi, kar 20 metrov. Voda drsi najprej 15 metrov po poševno nagnjenem boku v kotu pod steno, ki se dviga zahodno od slapa in pada v zgornji tolmun. Večina vode teče iz tolmuna naprej po kamnitem žlebu in nato pada strmo čez tri debele dolomitne sklade v spodnji tolmun. Nekaj vode pa že pred zgornjim tolmunom uide pod debelim dolomitnim skladom na levo, se pahljačasto razširi in se na vmesni grbini loči v dva curka, ki sprva drsita po plasti, nato pa prosto padata čez rob treh odlomljenih skladov na dolomitno plast pod njim.
Nad slapom (610 m) so ostanki samodelujoče hidravlične črpalke (t. i. oven), s katero so poskušali črpati vodo za oskrbo višje ležečih vasi (Pokojišče, Padež, Zavrh), kamnit jez in za njim ostanki nekdanjih mlinov (Pokojiško-Padeški, Zavrhovski) in žage (Colnarjeva). Nad slapom pot še zadnjič prečka strugo na desni breg in nato po makadamski cesti proti Pokojišču (tu se priključi tudi steza čez Hudičev zob).
Po 0,5 km je zavoj desno na kolovoz (označeno s tablo in markacijami), ki pelje do razcepa (približno 1 km), kjer se je možno spustiti desno mimo skalne škrbine »Kozlovega gradu« in čez zaselek Pristava nazaj v pekelsko sotesko (steza se steče v dolino pri gostišču) (45 min) ali pa nadaljevati levo proti Pokojišču in se od tam spustiti v Borovnico (1 h 15 min). Od Pokojišča do Logatca je 3 ure, do Cerknice 2,5 ure in tu se deloma pešači tudi po Evropski peš poti E-7.
- Slap 1
- Slap 2
- Slap 3
- Slap 4
- Slap 5

Infrastruktura zavarovane poti (mostovži in lestve):

## Zgodovina turizma v Peklu
Peklenski ogenj tu ne peče,

nebeški le se širi hlad.

Po slapih bistra voda teče,

po grlih naših - trte sad.
Frančišek Papler (1842-1911)
Sotesko Pekel pri Borovnici so poznali že davni predniki Borovničanov. Prve poti ob divjih brzicah in mimo veličastnih slapov so pred stoletji nadelali oglarji, ki so tu dobivali les za postavljanje oglarskih kop. Seveda so bile tiste steze zelo težko prehodne, bolj podobne nekakšnim »kozjim stezicam«. Poleg oglarjev so v sotesko zahajali še ljudje brez lastnih gozdov, ki so tam nažagali drva in jih ob naraslih vodah spuščali po strugi v dolino. Nad in pod nedostopno sotesko je bilo več mlinov in žag, katerih ostanki so ponekod vidni še danes. V celoti se je ohranil zgolj Brancelj-Koširjev mlin na jasi pred Peklom, ki so ga člani Turističnega društva Borovnica obnovili v letih 1994/1995. V vznožju soteske je nekaj let obratovala tudi manjša predelovalnica lesne biomase v lepenko, vendar so jo Italijani med okupacijo požgali.
Prvi, ki je slovensko javnost opozoril na lepote borovniškega Pekla, je bil kaplan Simon Robič (1824-1897) v Novicah leta 1864: »Naravoljubom, posebno botanikarjem, oznanjam, da zala cvetica »Primula carniolica«, ktero ponosno domačinko imenujemo, ker samo na Kranjskem in še tu le na redkih krajih raste, se v tukajšnji pičlo uro od Borovnice oddaljeni dragi, »Peklo« imenovani, v najlepši krasoti razcveta.« Kot perspektivno izletniško točko jo tri desetletja pozneje odkrije dr. Josip Ciril Oblak (1877-1951) in jo v Planinskem vestniku leta 1897 opisuje kot »krasno, romantično sotesko«, leta 1903 pa krsti kar za »nebesa turistova«. O Peklu je pozneje pisal še večkrat in s tem v Borovnici in širše zbudil živo zanimanje za slavne pekelske slapove ter spodbudil izdelavo varovanih poti skozi sotesko. Že maja 1904 je »Odbor za pripravo poti v Pekel« zaznamoval poti, 29. junija (na praznik sv. Petra in Pavla) pa je sledilo slavnostno odprtje, ki se ga je udeležila vsa elita Slovenskega planinskega društva (SPD), številni Borovničani in Vrhničani. Do tedaj je odsek pod vodstvom postajenačelnika Froleta Strmiškega nadelal poti do današnjega tretjega slapa in preko Pristave do petega slapa. Šele leta 1925 pa je odsek SPD, pod vodstvom domačina Martina Košute, z izgradnjo dodatnih poti, mostov in kažipotov za vso turistovsko javnost naredil dostopen še preostali del soteske. Slavnostno odprtje je bilo 21. junija tega leta. Do druge svetovne vojne so poti urejali številni zagnani Borovničani, združeni v Notranjski podružnici SPD, ki je imela od leta 1928 sedež v Borovnici.
Zavoljo druge svetovne vojne in povojne obnove vzdrževanje poti v Peklu ni bilo prioritetno. Šele leta 1952 so na pobudo odbornika Antona Petriča člani telovadnega društva Partizan Borovnica popravili poti, lestve in brvi, s slavnostnim odprtjem 11. maja pa slovensko javnost znova opozorili na romantično sotesko Pekel. Leta 1955 so dogradili gostinski objekt v dolini Pekla in napeljali elektriko s Pristave. V teh letih se je v Borovnici osnovalo Turistično olepševalno društvo, ki si je ob gostilni postavilo svoj dom, načrtovali pa so tudi kopalni bazen. Leta 1964 so lesene stopnice ob slapovih zamenjali za kovinsko konstrukcijo. Ob 100. obletnici »odkritja Pekla«, 31. avgusta 1997, je bila tu organizirana občinska proslava in tedaj se je na vhodu v sotesko postavila lesena skulptura »peklenščka«, ki jo je izdelal domač mojster. Ob tej priliki je izšla tudi knjiga Tomaža Kočarja »Vodni pogoni v borovniški kotlini«. Leta 1998 je Planinsko društvo namestilo sodobna varovala, v kasnejših letih so bile zamenjane dotrajane lesene brvi in podesti na stopnicah, nameščene so bile nove smerne table. Glavna dela pa so bila končana šele leta 2008, ko je dr. Bogomir Celarc z ekipo naredil zadnji jekleni most pod petim slapom.
V Peklu so poleg zgoraj omenjenih zanesenjakov navdih našli tudi številni književniki. Med njimi Miroslav Malovrh za zgodovinsko povest »Kralj Matjaž« (1904) ter Janez Jalen za svoj prvenec »Bobri« (1942). Med prvimi fotografi, ki so se navduševali nad lepotami Pekla je bil domačin Anton Lebez, ki je poleg fotografij izdal tudi številne razglednice. Na račun Pekla so Borovničani sklepali tudi marsikatero prešerno napitnico, kot je tale iz leta 1914:
Navadno se povsod ljudje 

pekla še na vso moč boje, 

mi hodimo se vanj hladit, 

klobase jest in vince pit!

## Geologija
Borovniščica ima izvire pod Otavami in Kožljekom na nadmorski višini okrog 800 m. Kmalu se svet v ozki dolini zravna in z leve strani izpod Kožljeka pritečeta v Otavščico na nadmorski višini 673 m potoka Lahka voda in Mrzlek. V močvirnem delu Kožlješkega loga dobi počasni tok ime Kožlješka reka. Nadmorska višina od tu le počasi pada proti severu. Pod cesto, ki vodi iz omenjenega predela proti Padežu oz. Pokojišču, je šele potok poimenovan Borovniščica (stare karte: Borovnica potok). Sotesko borovniškega Pekla sestavlja več slapov, brzic in tolmunov, med seboj povezanih z vodotokom Otavščica (pozneje Borovniščica), ki z vrha na nadmorski višini 650 m (Kožlješki log) preide v peti slap na 610 m višine in spusti na višino 335 m ob vhodu v sotesko.
Soteska je urezana v sklade norijsko retijskega dolomita. Menjavajo se do 1 m debele plasti temnosivega in pasastega dolomita. Ponekod dolomit sestavljajo koncentrične tvorbe, onkoidi, kamenini se reče onkolitni dolomit. Pot je vodi nakazala strmo padajoča tektonska prelomnica, ki poteka na tem področju. Zaradi intenzivne tektonike, skladovitosti dolomita in paralelipipedske krojitve kamnine je nastalo več izjemnih geomorfoloških znamenitosti: skalni osamelec (Hudičev zob), naravno okno (škrbina v Hudičevem zobu) in prepadne stene. Ponekod se lahko to davno tektonsko delovanje vidi zelo razločno, na primer pri drugem in tretjem slapu. Tam voda teče pri drugem slapu po spodnji prelomni ploskvi, nekaj metrov nad njo pa vzporedno poteka zgornja ploskev. Pod drugim in tretjim slapom je bil dolomit še bolj razdrobljen in zato je voda tam izkopala globoka tolmuna. Na mestih, kjer voda polzi preko dolomitne osnove, nastaja lehnjak v značilnih koritastih strukturah. To je lepo opazno nad tretjim slapom, kjer se lehnjak odlaga v debelejših plasteh in pri petem slapu, kjer na levem koncu lehnjak vztrajno raste ter podaljšuje steno. Veliko ga je tudi v manj vodnatih stranskih pritokih Otavščice. Nad drugimi stopnicami sestojijo nekatere plasti iz samih alg vrste Sphaerocodium bornemanni. V odlomljenih skalah se nahajajo megalodontide, med katerimi so tudi posamični polži iz vrste Worthenia solitaria Ben., značilni za zgornjetriasne dolomite, in neke drobne školjke tudi že prej, preden se ločita poti po levi in desni strani Otavščice.

## Rastlinstvo
Simbol Pekla je postal endemični kranjski jeglič (Primula carniolica), ki izven gorskega sveta uspeva le na majhnem področju od Trnovskega gozda do Roba na Dolenjskem. Svoje značilne barve razkrije v aprilu. Poleg njega tu raste tudi drugo alpsko rastlinje: dvocvetna vijolica (Viola biflora), rumeno milje (Paederota lutea), dlakavi sleč (Rhododendron hirsutum), visokogorska podaljšana špajka (Valeriana elongata), kranjska krhlika (Rhamnus fallax), planinski šipek (Rosa alpina), alpska (tudi mesojeda) mastnica (Pinguicula alpina) in kranjska bunika (Scopolia carniolica), kot tudi dinarsko rastje: tevje (Hacquetia epipactis). Najdemo pa še gozdno bekico (Luzula sylvatica), gozdni planinšček (Homogyne sylvestris), kloček (Staphylea pinnata), lovorolistni volčin (Daphne laureola), marjetičasto nebino (Aster bellidiastrum) in rdečo deteljo (Trifolium rubens).
Zaradi temperaturnih ekstremov se je tu razvil bukov (Fagus sylvatica) gozd na osojnih oz. gozd črnega gabra (Ostrya carpinifolia) na prisojnih legah. Povsod v bližnji in daljni okolici so namreč dinarski jelovo-bukovi gozdovi (Abieti Fagetum Din.). Nabor drevesnih vrst v soteski je sicer kar pester: božje drevce (Ilex aquifolium), bela jelka (Abies alba), dobrovita (Viburnum lantana), gorski brest (Ulmus glabra), jerebika (Sorbus aucuparia), maklen (Acer campestre), mali jesen (Fraxinus ornus), mokovec (Sorbus aria), nagnoj (Laburnum anagyroides), navadna breza (Betula pendula), navadna trdoleska (Euonymus europaea), navadni glog (Crataegus laevigata), navadni šipek (Rosa canina), rdeči dren (Cornus sanguinea), siva vrba (Salix eleagnos), tisa (Taxus baccata), zimska hruška (Pyrus nivalis) in še katero se bi našlo.

## Živalstvo
V soteski se pogosto sprehajajo gamsi (Rupicapra rupicapra), predvsem v zgornjih delih soteske pa se k vodi občasno odpravi kralj notranjskih gozdov rjavi medved (Ursus arctos). Na lovu za majhnimi živalmi je vedno navadna lisica (Vulpes vulpes), nemalokrat pa na področju opazijo volka (Canis lupus) ter risa (Lynx lynx). 
Na nebu še občasno kraljuje planinski orel (Aquila fulva), ki prijadra iz ne tako oddaljenega gorskega sveta. Nekoč je imel v Peklu stalno bivališče, pa ga je naraščajoči turistični vrvež 20. stoletja za vedno pregnal. Poleg njega sotesko preletavata rumena pastirica (Motacilla flava) in skalni plezalček. Tu je eno redkih področij, kjer gnezdi povodni kos (Cinclus cinclus), ki zaradi obširnih hidromelioracij sodi med ogrožene živalske vrste in sta skupaj s kranjskim jegličem zavarovana z odlokom o zavarovanju redkih in ogroženih živalskih ter rastlinskih vrst.
V globinah peklenskih tolmunov pa pozorno oko zasledi potočno postrv (Salmo trutta fario) ter znova oživljenega potočnega raka (Astacus astacus).